# Kim Kardashian: Hollywood
Kim Kardashians Hollywood är ett rollspel för mobil utvecklat av spelutvecklaren Glu games med Kim Kardashian som frontfigur. Spelet gavs ut i juni 2014 för Android och iOS och portades i oktober samma år även till Facebook. Spelet är gratis att börja spela och använder sig av mikrotransaktioner och reklam som finansiering.

## Översikt
I Kim Kardashian: Hollywood är spelarens mål att klättra på kändislistorna och samla fler och fler fans via modelljobb, filminspelningar och gå på dejter med andra kändisar. Spelets primära mål är att spelaren ska hamna högst upp av alla i A-listan över kändisar. Utöver det kan spelaren också hamna överst på listan över kända par. Spelaren klättrar på listorna genom att skaffa fler fans.

## Spelmekaniker
Grundmekaniken i spelet är att spendera energi på olika typer av jobb som modelljobb för att vid varje tillfälle få så hög poäng som möjligt. Energin laddas upp igen över tid, och kan även köpas via spelvärdsvalutan K-Stars. Ett lyckat jobb ger fler fans medan ett som misslyckas kan göra att spelaren förlorar fans.
Mängden energi ökar med spelkaraktärens erfarenhetsnivå.

## Karaktärer i urval

### Kim Kardashian
Kim Kardashian har en egen avatar i spelet som hjälper spelaren vid ett stort antal tillfällen. Även andra delar av Kim Kardashians familj har fått egna avatarer i senare uppdateringar.

### Willow Pape
Willow Pape är spelets främsta antagonist och spelarens återkommande rival om en väljer att spela som kvinna. När spelaren först träffar henne anklagar hon spelaren för att ha flörtat med hennes pojkvän och twittrar sedan om händelsen. Efter det konfronteras spelaren med Willow vid ett stort antal tillfällen.
Det har spekulerats om huruvida Willow Pape är en karikatyr av Paris Hilton som Kim Kardashian tidigare jobbade för men inget finns bekräftat. I spelet går det också att skaffa exakt samma utseende som Willow Pape. Willow Pape har av Kotaku utsetts till den bästa antagonisten sedan Pokémons Gary Oak.

## Mottagande
Kim Kardashian: Hollywood har fått blandande recensioner men har högt användarbetyg och utvecklaren Glu games rapporterade fyrfaldigt ökad avkastning under tredje kvartalet 2014.